# Raymond de Mévouillon
Raymond de Mévouillon, parfois de de Mévolhon, en latin  Raymondus Medullionis ou Raymondus de Medullione, né en 1235 près de Sisteron et mort le 28 juin 1294 à Buis-les-Baronnies, est un ecclésiastique provençal de la fin du XIIIe siècle, de l'Ordre des Frères Prêcheurs qui est successivement prieur du couvent des Dominicains de La-Beame-lès-Sisteron en 1264, évêque de Gap du 13 juin 1282 au 4 octobre 1289, et archevêque d'Embrun du 8 octobre 1289 au 28 juin 1294.

## Biographie

### Famille
Raymond de Mévouillon est le fils du baron Raymond de Mévouillon et de son épouse Sybille. Raymond de Mévouillon est un puissant seigneur qui a hérité de son père non seulement l'une des principales seigneuries de la région des Baronnies, mais aussi de nombreux biens et droits seigneuriaux dans le comté de Gap, notamment à Barret-sur-Méouge et à Châteauneuf-de-Chabre (autrefois nommée « Pomet »).
« Raymond » est à la fois un prénom et un titre porté par l'héritier du lignage dans cette famille,. Le dominicain Raymond de Mévouillon a un frère que les actes nomment aussi Raymond. Cette habitude fait penser à celle des Dauphins de Viennois qui utilisaient « Dauphin » comme un nom de famille à l'exception du chef de lignage qui l'utilisait comme un titre. Lorsque le père et le fils assistaient à la rédaction d'un même acte, les notaires les désignaient respectivement sous le nom de Raymond (l'ancien) et Raymond (le jeune).
Raymond de Mévouillon (le jeune) a peut-être été brièvement, avant son frère Raymond, baron de Mévouillon ou au moins héritier présomptif du baron Raymond de Mévouillon (l'ancien) qui devient, à son tour, dominicain après le décès de son épouse Sybille.

### Frère dominicain
Raymond de Mévoullion est membre de l'ordre des dominicains et exerce les fonctions de définiteur de l'ordre des frères Prêcheurs.
Le 20 avril 1277, Aymar III de Poitiers, comte de Valentinois et de Diois, dans le testament qu'il dicte, désigne comme experts afin d'assister ses exécuteurs testamentaires, Robert, évêque d'Avignon et frère Raymond de Mévouillon, de l'ordre des frères prêcheurs.

### Évêque de Gap
L'élection de Raymond de Mévouillon par le chapitre de Gap, en 1282, pour succéder à Othon de Grasse, est avant tout un acte politique. L'épiscopat de l'évêque défunt n'a été qu'émeutes et guerres féodales dont les protagonistes ont été les Dauphins Guigues VII et Jean Ier, le comte de Provence Charles d'Anjou- Sicile et son fils Charles le Boiteux, prince de Salerne, héritier du comté de Provence à la mort de sa mère Béatrice de Provence, l'évêque de Gap, la ville de Gap, et plusieurs seigneurs de moindre envergure, comme les Manteyers qui prennent parti pour les uns ou pour les autres en fonction de leurs intérêts du moment.

#### Les circonstances
La situation s'est dégradée au point qu'Othon de Grasse a du, le 16 septembre 1272, se reconnaître vassal du comte de Provence afin de préserver les droits que les bourgeois de Gap ont cédé au Dauphin le 11 décembre 1271. L'hommage devient rapidement un marché de dupe car le Comte de Provence déclare, le 31 mai 1272, les droits que l'évêque revendique, indivis entre celui-ci, lui-même et le dauphin qui s'empresse d'adhérer à cette interprétation le 28 juin 1272.
Le 19 janvier 1275, les Gapençais forcent, par la menace, Othon de Grasse, à signer une charte qui reconnait les clauses du traité qu'ils ont passé avec le dauphin, et qui remet à celui-ci la justice municipale, les droits sur les foires et les marchés, et ceux attachés à l'usage des fours à pain. Le 5 février 1272, Otton de Grasse excommunie ses sujets qui s'emparent alors de sa personne, le forcent à lever l'excommunication et à confirmer la charte qu'il a signée. Il est désormais interdit de résidence dans la ville.
Le 1er mai 1281, Otton de Grasse recherche à nouveau la protection du sénéchal de Provence, et cède au comte de Provence, avec l'accord du chapitre cathédral, la moitié des droits de juridiction auxquels il prétend, sur la ville de Gap et l'associe à ses prérogatives sur les consulats de Gap et d'Aspres-sur-Buëch. Le chapitre confirme cette transaction le 18 novembre 1281. Le sénéchal de Provence tente dans un premier temps la conciliation avec les Gapençais qui prêtent hommage aux représentants du comte de Provence, Raymond Ruffi, Grand Juge de Provence, et Guillaume de Villaret, Grand prieur de Saint-Gilles, le 25 septembre 1281. Otton de Grasse meurt à la fin de l'année 1281.
Mais ni la situation dans la ville, ni celle de l'évêque n'évolue, et Charles le Boiteux décide, au début de 1282, de la réduire à l'obéissance par la force.

#### Épiscopat
L'épiscopat d'Othon de Grasse, à partir de 1282, est considéré comme une catastrophe pour l'église de Gap.[réf. nécessaire]

### Archevêque d'Embrun
Raymond de Mévouillon est promu, le 8 octobre 1289, archevêque d'Embrun.
Il réunit, le 22 août 1290 un concile provincial de l'archidiocèse d'Embrun auquel participent l'évêque de Digne Guillaume II de Porcellet, l'évêque de Glandèves Bertrand, l'évêque de Grasse Lantelme de Saint Marcel, l'évêque de Senez Bertrand de Séguret, l'évêque de Vence Guillaume de Sisteron, l'évêque de Nice Hugues et l'abbé de Boscodon Pierre de Corps,. Ce concile reprend et valide les 12 principes de disciplines qui avaient été résolus lors du concile, tenu à Seyne, du 26 octobre 1267 au 3 novembre 1267, sous la présidence de l'archevêque d'Embrun Henri de Suse. L'évêque de Glandèves Bertrand a peut-être assisté à ces deux conciles.
Il unit, le 18 avril 1293, il réunit le monastère de Sainte-Croix à Châteauroux-les-Alpes, qui était fortement endettée et dont les revenus étaient faibles à l'abbaye de Boscodon dont elle devient un simple prieuré, dont les revenus sont perçus par un moine de Boscodon. La chapelle du hameau de Beauvoir, à Saint-Sauveur qui appartenait à l'abbaye de Sainte-Croix devient aussi la propriété de l'abbaye de Boscodon.
Il assiste, le 7 juin 1294, à Montpellier, à l'ouverture du chapitre de l'ordre des dominicains. Au cours de ce chapitre l'archevêque d'Embrun Raymond de Mévouillon et son neveu le baron Raymond de Mévouillon demandent que deux frères les accompagnent au Buis afin de choisir les locaux du couvent qu'ils désirent y créer. L'archevêque accompagne les frères sur le chemin de son retour et meurt, le 28 juin 1294 au Buis. Son corps est ramené à Sisteron où il est enterré dans la chapelle Sainte Madeleine du couvent des dominicains.
La tentative de création du couvent du Buis ne réussit pas, et le Baron Raymond de Mévouillon obtient seulement le 13 novembre 1309, à l'abbaye Notre-Dame du Groseau, près de Malaucène, l'autorisation de créer le couvent qu'il appelle de ses vœux. Les frères Bertrand d'Autane et Guillaume Relhon, natifs du Buis, en posent la première pierre le 12 avril 1310. Le premier prieur est raymond Michaelis qui a été formé au couvent d'Orange et son premier lecteur Antoine de Sisteron. Dix-huit frères résident alors au couvent.

## Armoiries épiscopales
| Blason | Blasonnement : De gueules chappé d'hermine. |